# Zachowanie zabronione, zagrażające prawidłowemu przebiegowi wyborów lub referendum
Zachowanie zabronione, zagrażające prawidłowemu przebiegowi wyborów lub referendum – przestępstwo skierowane przeciwko wyborom i referendum. Jest nim:
1. sporządzanie listy kandydujących lub głosujących, z pominięciem uprawnionych lub wpisaniem nieuprawnionych,
2. używanie podstępu celem nieprawidłowego sporządzenia listy kandydujących lub głosujących, protokołów lub innych dokumentów wyborczych albo referendalnych,
3. niszczenie, uszkadzanie, ukrywanie, przerabianie lub podrabianie protokołów lub innych dokumentów wyborczych albo referendalnych,
4. dopuszczanie się nadużycia lub dopuszczanie do nadużycia przy przyjmowaniu lub obliczaniu głosów,
5. odstępowanie innej osobie przed zakończeniem głosowania niewykorzystaną kartę do głosowania lub pozyskanie od innej osoby w celu wykorzystania w głosowaniu niewykorzystaną kartę do głosowania,
6. dopuszczanie się nadużycia w sporządzaniu list z podpisami obywateli zgłaszających kandydatów w wyborach lub inicjujących referendum.

Czyny te muszą pozostawać w związku z wyborami do Sejmu, do Senatu, wyborem Prezydenta Rzeczypospolitej Polskiej, wyborami do Parlamentu Europejskiego, wyborami organów samorządu terytorialnego lub referendum.
Stanowi występek zagrożony karą pozbawienia wolności do lat 3 (art. 248. kk).